# Fendt Favorit 818 Turboshift
Le Fendt Favorit 818 Turboshift est un tracteur agricole à quatre roues motrices produit par Fendt.
Il est construit à 1 528 exemplaires entre 1993 et 2002.

## Historique
Au début des années 1990, Fendt affirme sa présence dans le monde agricole en diversifiant son offre de tracteurs, notamment en produisant des engins de plus en plus puissants. La gamme Favorit 800, présentée en 1993, s'inscrit dans cette politique avec des tracteurs de 165  à   230 ch DIN. D'une puissance de 190 ch DIN, le 818 Turboshift est au cœur de cette gamme.
MWM est un fournisseur historique de moteurs pour Fendt mais, en 1985, cette société est rachetée par le groupe Deutz AG qui produit également ses propres tracteurs. Fendt ne souhaitant pas acheter ses moteurs chez un concurrent, se tourne vers le motoriste MAN pour équiper sa gamme 800 qui est, par ailleurs, la dernière équipée de transmissions traditionnelles avant l'avènement des transmissions continues « Vario ».
L'usine Fendt de Marktoberdorf produit 1 528 exemplaires du Favorit 818 Turboshift de 1993 à 2002.

## Caractéristiques
Le Fendt Favorit 818 Turboshift est motorisé par un groupe fourni par MAN. Ce moteur Diesel à six cylindres (alésage de 108 mm pour une course de 125 mm) en ligne, à injection directe, possède une cylindrée totale de 6 870 cm3. Équipé d'un turbocompresseur et d'un intercooler, il développe une puissance maximale de 190 ch DIN au régime de 2 200 tr/min.
La transmission du 818 Turboshift offre 44 rapports répartis en deux gammes de vingt vitesses lentes et vingt-quatre vitesses rapides. La boîte étant couplée à un inverseur, les mêmes rapports sont disponibles dans les deux sens de marche. Une limitation automatique de la vitesse maximale permet d'adapter le tracteur à la réglementation du pays dans lequel il est vendu.
Le tracteur est équipé de série d'un relevage et d'une prise de force à l'arrière. En option, ces deux équipements peuvent aussi être montés à l'avant.
Malgré la présence d'un pont avant moteur, le rayon de braquage du tracteur n'est que de 5,90 m. Le pont avant peut être, en option, équipé d'une suspension qui améliore le confort lors des trajets sur route.
La cabine de conduite du tracteur correspond aux standards des années 1990 en matière d'insonorisation, de confort et d'ergonomie — elle intègre pour la première fois chez Fendt un tableau de bord à affichage digital —, mais elle se révèle d'une grande robustesse à l'usage, les capitonnages ne se dégradant pas et les joints restant en place avec le temps.